# Tatarzyńce
Tatarzyńce (ukr. Татаринці) – wieś na Ukrainie w rejonie krzemienieckim należącym do obwodu tarnopolskiego.